# Alstom AGV

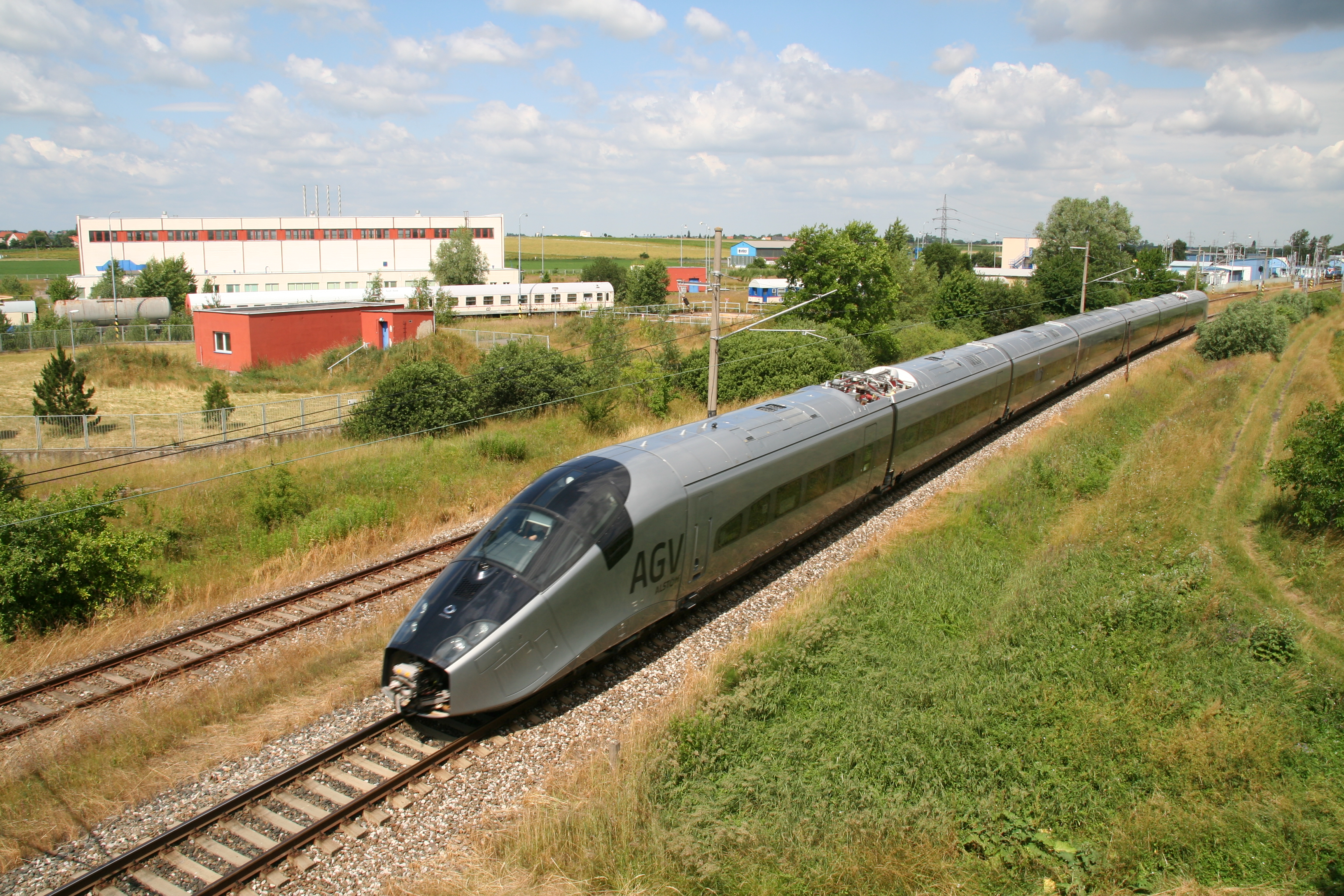
Prototyp Pégase auf dem Testgelände im tschechischen Velim

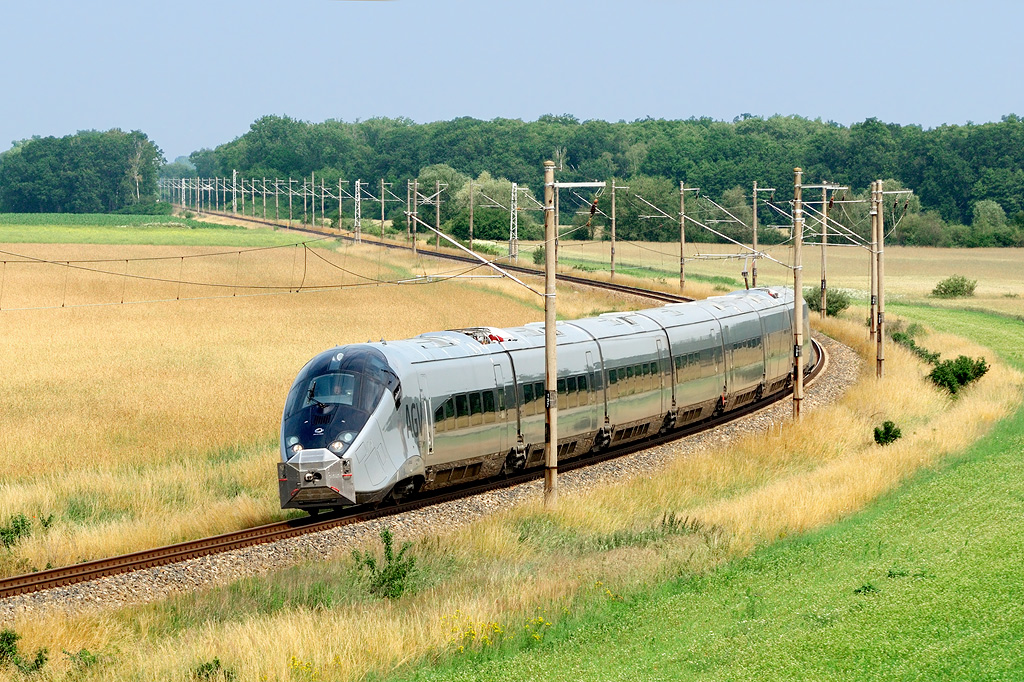
Der Prototyp bei Testfahrten auf dem Versuchsring Velim im Juli 2009

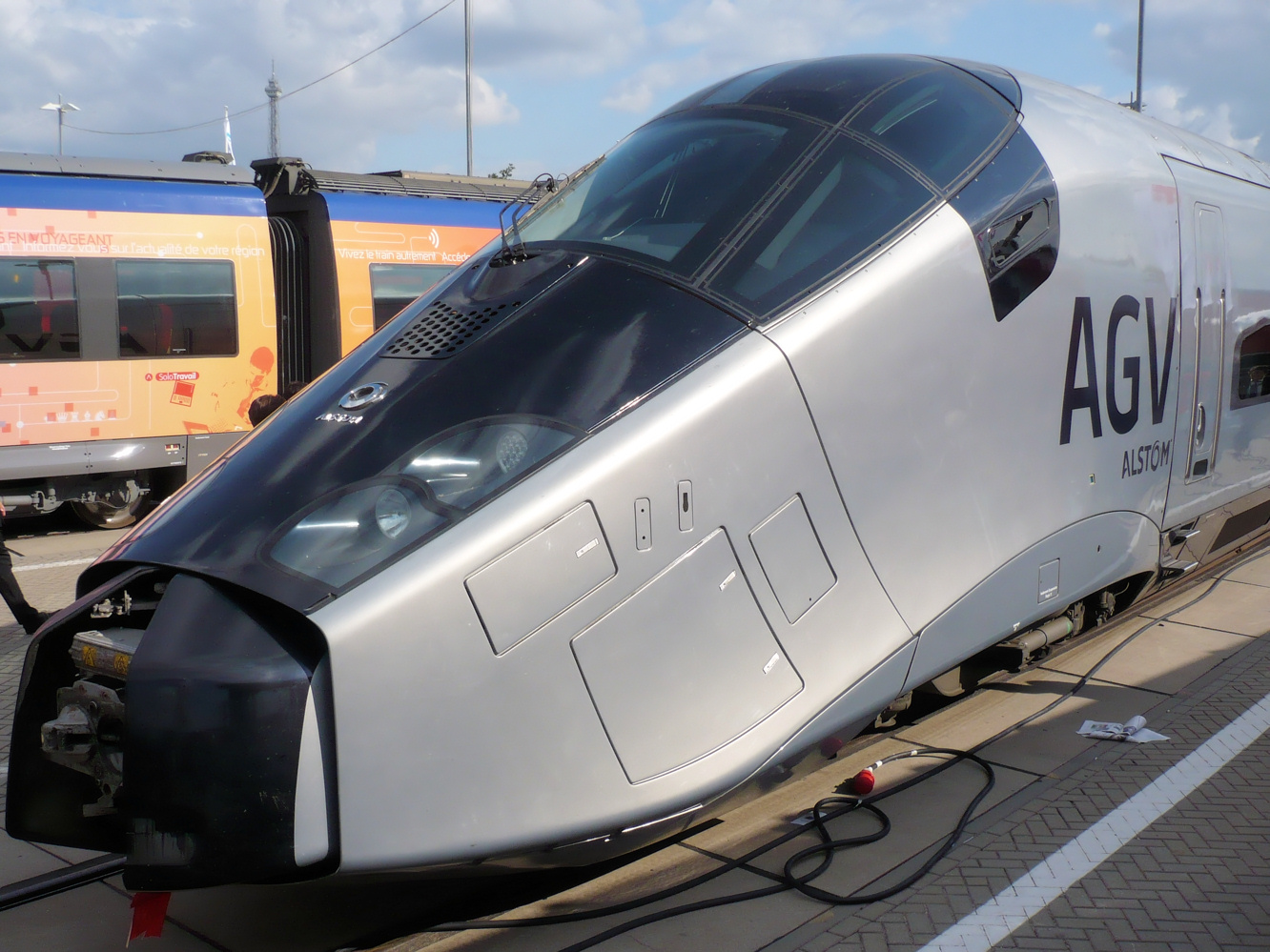
Endwagen des AGV auf der Innotrans 2008

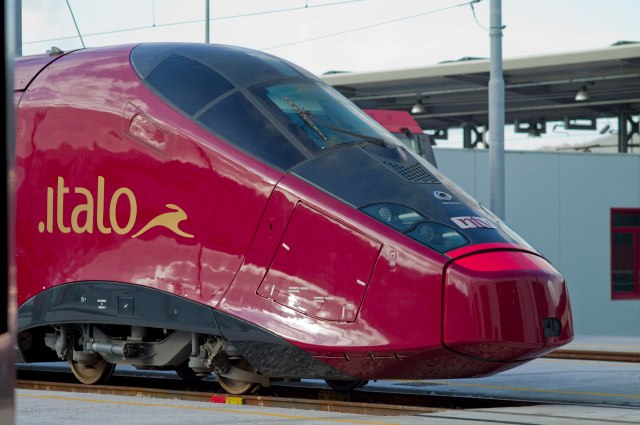
AGV des italienischen Betreibers NTV

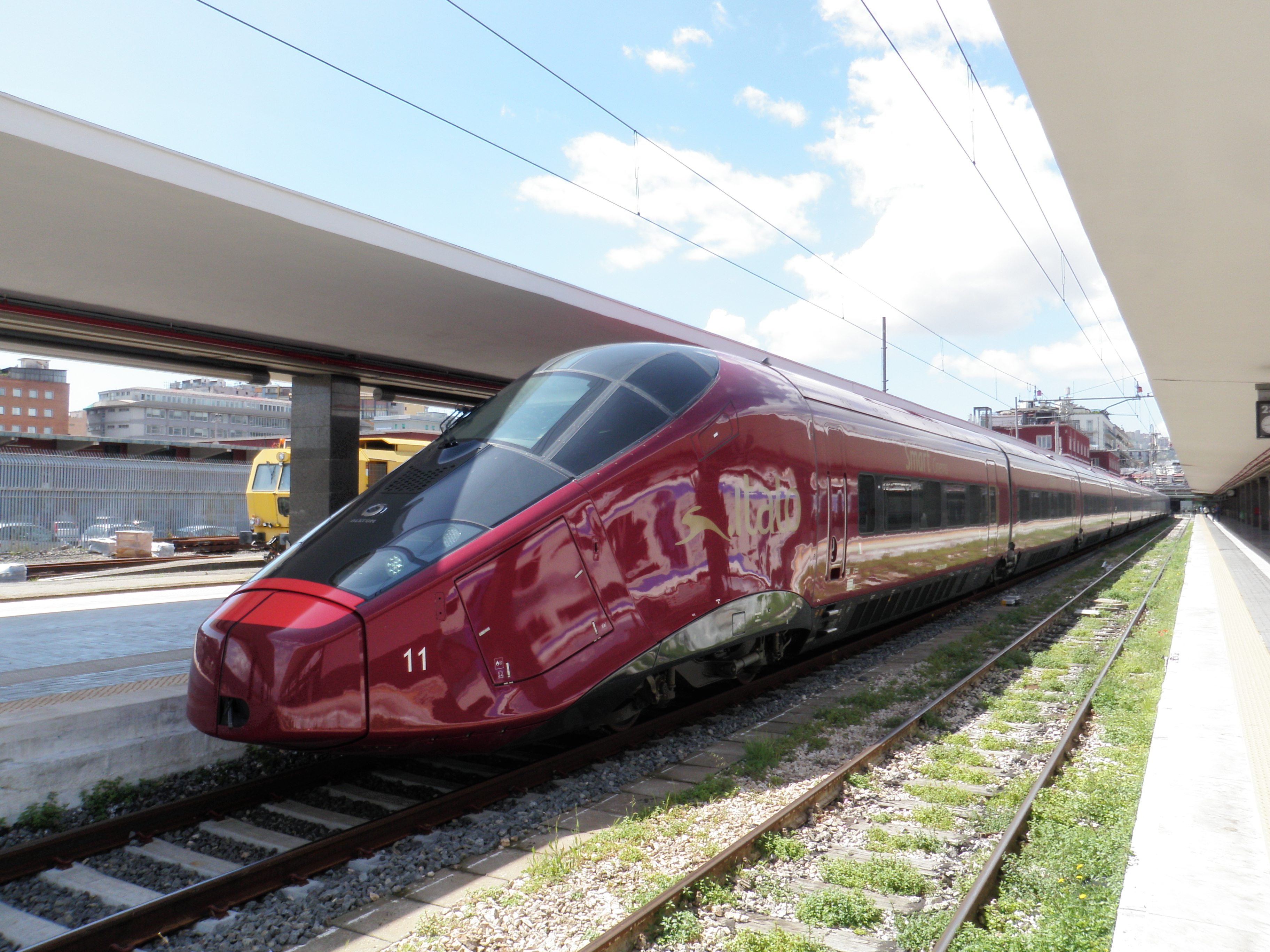
AGV nach einer Testfahrt im Bahnhof Napoli Centrale

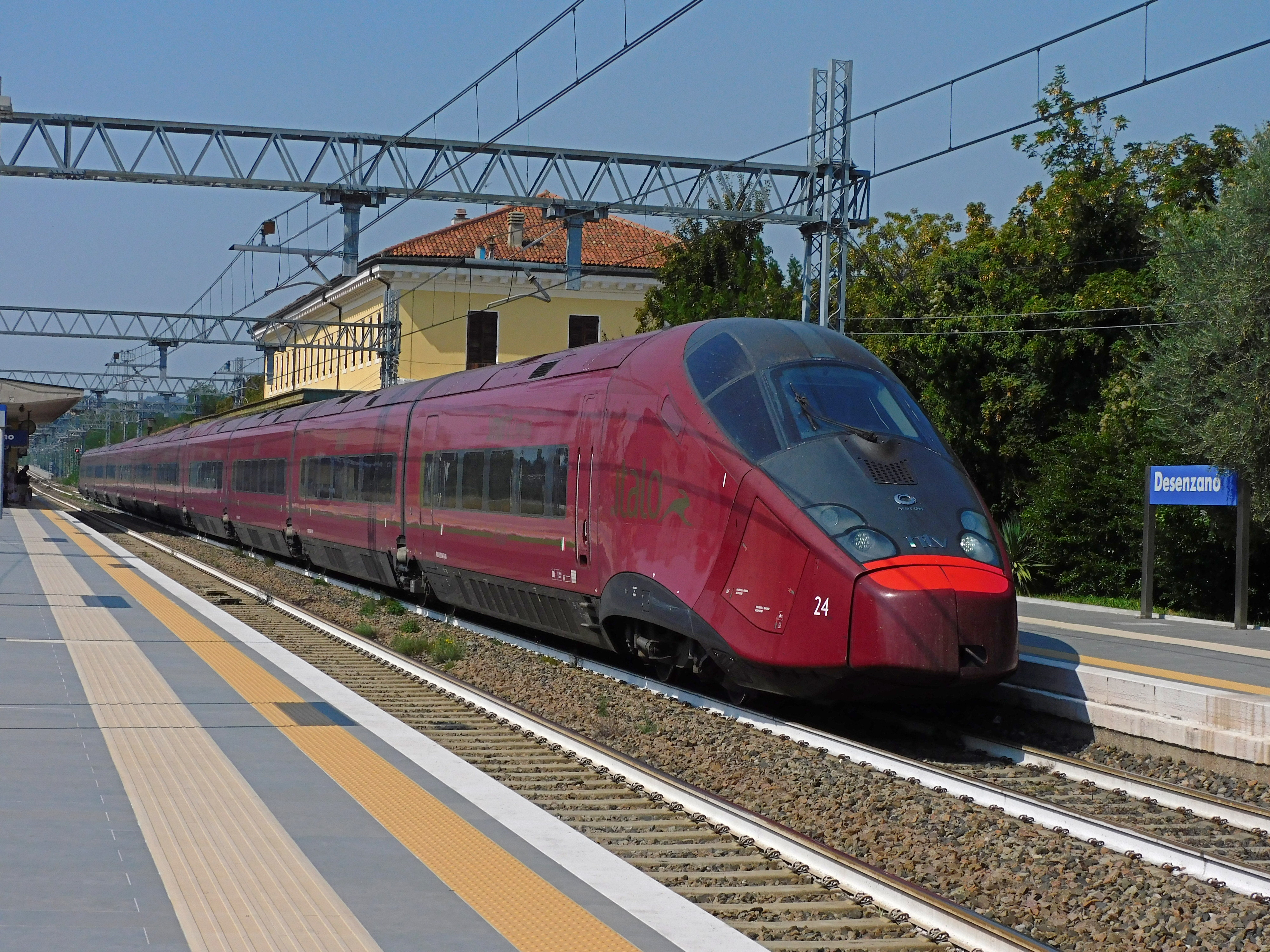
Italo ETR 575 24 durcheilt Desenzano

Der AGV (französisch Automotrice à grande vitesse ‚Hochgeschwindigkeits-Triebwagen‘) ist ein elektrischer Triebzug des französischen Schienenfahrzeugherstellers Alstom für den Hochgeschwindigkeitsverkehr mit bis zu 360 km/h. Der Prototyp Pégase wurde 2008 auf der Messe InnoTrans vorgestellt. Der AGV galt zunächst als Nachfolger des TGV, den Alstom jedoch parallel weiterentwickelte. Seit 2015 gliedert Alstom den AGV als Teil ihrer Avelia-Fahrzeugfamilie ein, wozu weitere Hochgeschwindigkeitszüge wie die aktuellen Modelle des Pendolino oder der Euroduplex gehören.
Als einziger Kunde bestellte der italienische Betreiber NTV Italo 2008 eine Serie von 25 elfteiligen AGV-Triebzügen, die unter der Baureihenbezeichnung ETR 575 geführt werden. Diese rund 200 Meter langen Züge wurden für eine Höchstgeschwindigkeit von 300 km/h ausgelegt. Seit April 2012 verkehren sie unter dem Markennamen italo im italienischen Hochgeschwindigkeitsverkehr.

## Geschichte

### Entwicklung
Anfänglich wurde das Projekt – wie zuvor schon die Entwicklung des TGV – gemeinsam von Alstom und der SNCF getragen. Nachdem letztere sich zurückgezogen hatte, wurde der AGV allein von Alstom zur Serienreife entwickelt.
Die Entwicklungskosten wurden mit 100 Mio. Euro angegeben.
In der Entwicklungsphase der Fahrzeuge wurde besonderer Wert auf das Design der Züge gelegt. Etwa 20 Designer waren nach Herstellerangaben an der Gestaltung des neuen Triebzuges beteiligt. Das Design der Frontpartie wurde an das eines Kampfjets angelehnt.

### Prototypen
Bereits im Jahr 2000 war ein als „Automotrice à grande vitesse“ bezeichneter, unterflur angetriebener Zug als Prototyp in Bau. Ein Konsortium von Alstom und CAF bot diese Züge, neben zwei anderen TGV-Varianten, der spanischen RENFE auf eine Ausschreibung von 26 bis 40 Zügen für die Schnellfahrstrecke Madrid–Barcelona an. Die für eine betriebliche Höchstgeschwindigkeit von 350 km/h ausgelegte Garnitur wurde als Gelenktriebzug mit Jakobsdrehgestellen mit einer Radsatzlast von maximal 17 t konzipiert. Jede Achse der drei Mittelwagen wurde mit Drehstrom-Asynchronmotoren mit je 600 kW Leistung angetrieben. In den Endwagen, die zur Wahrung der maximalen Radsatzlast dreiachsig ausgeführt wurden, wurden die 6,5 t schweren Transformatoren untergebracht. Ein zehnteiliger Zug sollte 411 Fahrgästen Platz bieten. Alle neuen Komponenten wurden zuvor in TGV-Zügen erprobt.
2001 Elisa
Im November 2001 begannen die Testfahrten mit dem als Elisa bezeichneten Erprobungsträger für den geplanten AGV, an dem die SNCF nach Medienberichten geringes Interesse zeigte. Er setzte sich zusammen aus einem angetriebenen Endwagen von Alstom, einem angetriebenen Mittelwagen von CAF, vier TGV-Réseau-Wagen und einem TGV-Réseau-Triebkopf. Die Probefahrten wurden im April 2002 in Nordfrankreich fortgesetzt.
2008 Präsentation des Prototyps und erster Kunde
Am 5. Februar 2008 wurde in der Nähe von La Rochelle im Beisein des Staatspräsidenten Nicolas Sarkozy ein siebenteiliger Prototyp präsentiert. Die Vorstellung des aus drei Wagen bestehendes Zuges hatte zahlreiche Medienberichte zur Folge, die insbesondere den Vergleich zwischen AGV und ICE, den Nutzen von Hochgeschwindigkeitszügen und die Marktsituation für Hochgeschwindigkeitszüge thematisierten. Bereits vor der Präsentation des Prototyps wurde Mitte Januar 2008 ein erster Exportvertrag über 25 Züge für 650 Millionen Euro (samt Instandhaltung 1,5 Milliarden Euro) mit dem privaten italienischen Bahnbetreiber NTV  abgeschlossen.
2008 Prototyp Pégase
Die als „Pégase“  (für Prototype Evolutif Grande vitesse Automotrice Standard Européen) bezeichnete siebenteilige Prototyp-Einheit absolvierte ab Mai 2008 auf dem Eisenbahnversuchsring Velim erste lauf- und bremstechnische sowie akustische Versuche, bei Fahrgeschwindigkeiten bis zu 200 km/h und legte dort insgesamt rund 60.000 km zurück. Der 132 m lange Triebzug verfügte über vier Triebdrehgestelle, mit einer Gesamtleistung von 5,6 MW. Von den sieben Wagen waren nur zwei mit regulären Sitzplätzen ausgestattet. Zwei weitere Wagen dienten als Arbeitsplatz für Ingenieure, ein weiterer Wagen beinhaltete einen Generator, der die Messinstrumente mit Energie versorgt. Die beiden übrigen Wagen dienten als Ersatzteillager sowie als Wohnbereich für die Ingenieure.
Im Juni 2008 wurde der Zug auf der Testanlage dem Fachpublikum vorgestellt und im September 2008 auf der Innotrans ausgestellt. Der Zug erhielt anschließend in Frankreich die für Fahrten bis 360 km/h notwendige Sicherungstechnik, wo im Dezember 2008 auf der LGV Est européenne Testfahrten begannen. Dabei erreichte der Zug eine Geschwindigkeit von mindestens 340 km/h. Der Hersteller strebte zunächst die Zulassung für Frankreich und Italien an, später eventuell auch für Deutschland. Bis Ende Juli 2009 absolvierte der Prototyp rund 7.500 km bei Testfahrten mit bis zu 360 km/h auf der LGV Est.
Im Sommer 2009 wurde auf dem Versuchsgelände in Velim die kundenspezifische Zulassung durchgeführt.
Am 9. Februar 2010 begannen in Italien Inbetriebnahme- und Zulassungsfahrten. Im März 2010 erreichte der Zug dabei, zwischen Rom und Neapel, erstmals eine Geschwindigkeit von 300 km/h; Fahrten mit bis zu 330 km/h sollten folgen.

### Auftrag von NTV und Teilnahmen an Ausschreibungen
Die Bestellung durch den italienischen Zugbetreiber NTV umfasste insgesamt 25 Züge zu je elf Sektionen, mit einer Option auf zehn weitere Triebzüge. Die Züge sind für jeweils maximal 500 Fahrgäste ausgelegt und kosteten insgesamt 650 Millionen Euro. Das Auftragsvolumen beträgt inklusive Instandhaltung über 30 Jahre 1,5 Milliarden Euro. Alstom garantiert die ständige Verfügbarkeit von mindestens 21 Zügen. Mit seinem Angebot setzte sich Alstom gegenüber Siemens und Bombardier durch. Die Züge verkehren seit dem 28. April 2012 unter dem Namen Italo von Mailand nach Turin und Neapel sowie von Rom nach Venedig und Bari.
Die Produktion der 200 Meter langen Triebzüge begann 2009 im Werk La Rochelle, der erste Zug wurde Ende 2010 ausgeliefert. 2010/11 erfolgten Testfahrten in Italien. 17 der 25 als ETR 575 bezeichneten Züge wurden in La Rochelle gebaut, 8 weitere im italienischen Savigliano. Die erste der in Italien gebauten Einheiten wurde im November 2011 präsentiert. Sie bieten in 11 Wagen 450 Sitzplätze und erreichen (unter 25 kV Wechselstrom) eine Höchstgeschwindigkeit von 300 km/h. Die Antriebsleistung von 7,5 MW wird von zehn permanenterregten Elektromotoren erbracht. Die Züge von NTV beförderten bereits in den ersten 8 Monaten 2 Millionen Personen und hatten bis 2019 100 Millionen Kilometer zurückgelegt.
Alstom beteiligte sich mit diesem Zug auch an einer Ausschreibung der Deutschen Bahn für 15 grenzüberschreitend einsetzbare Hochgeschwindigkeitszüge, unterlag aber Ende November 2008 dem Velaro D. Alstom hatte 2010 Interesse an einer Ausschreibung für den ICx als Nachfolger des ICE 1 und lokbespannter IC-Züge gezeigt und erwog, neben dem TGV Duplex auch den AGV anzubieten. Das Unternehmen unterbreitete schließlich kein konkretes Angebot.
Auch die Fluggesellschaft Air France plante zeitweise eine Beschaffung des AGV, etwa für Verkehre zwischen dem Pariser Flughafen Charles de Gaulle und Brüssel.
Die Eurostar Group bekundete Interesse am AGV für den Verkehr durch den Eurotunnel. Die bisherigen Eurostar-Triebzüge müssten nach 15 Jahren im Einsatz grundlegend überarbeitet oder durch neue Einheiten ersetzt werden. Im Dezember 2010 wurden jedoch Verträge mit Siemens über 16-teilige Velaro-Triebzüge geschlossen, die als Eurostar 320 bezeichnet werden.
Am 4. November 2008 wurde per Volksabstimmung der Bau eines Schnellfahrstreckennetzes in Kalifornien beschlossen. Alstom sah sich selbst damals als aussichtsreichen Kandidaten für die Lieferung der Zugtechnik. Nach langem Vorlauf wurden 2024 Alstom neben Siemens aufgefordert, ein Angebot für die Lieferung von sechs Zügen abzugeben.

### Neuer Name Avelia AGV und Ablösung im Produktportfolio durch Avelia Liberty und Avelia Horizon
Der Vorsitzende von Alstom Transport, Philippe Mellier, erwähnte 2008 das erste Mal einen AGV Duplex, der für die SNCF zum Ersatz von deren doppelstöckigen TGV entwickelt wird. Im Juni 2011 meldete Les Échos dann, dass Alstom einen „AGV II“ entwickelt, der auch in einer doppelstöckigen Konfiguration bis 380 km/h erreichen kann. Der 'AGV II Duplex' sollte voraussichtlich in eine Bestellung der SNCF einfließen, die für 2015 erwartet wurde. Im Dezember 2015 wurde dann eine Forschungskooperation bekannt gemacht, bei dem Alstom und die ADEME (Agence de l'environnement et de la maîtrise de l'énergie) unter dem Namen 'SpeedInnov' die Nachfolgegeneration an Hochgeschwindigkeitszügen entwickeln.
In Oktober 2015 erschuf Alstom die Marke Avelia, die alle bestehende Angebote für Hochgeschwindigkeitszüge umfasst, namentlich Pendolino, Euroduplex und AGV.

## Technik

### Allgemein
Eine wesentliche Neuerung gegenüber dem TGV ist die Verteilung der Antriebskomponenten wie Transformatoren, Umrichter und Fahrmotoren über den gesamten Zug, statt sie in den Triebköpfen an den Zugenden zu konzentrieren. Wie der TGV besitzt auch der AGV Jakobs-Drehgestelle, die jedoch teilweise angetrieben werden. Solche angetriebenen Drehgestelle wurden bei Versuchsfahrten des V150 erprobt. Dieser Zug auf Basis der TGV-Typen Duplex und POS erreichte im April 2007 bei einer Weltrekordfahrt eine Geschwindigkeit von 574,8 km/h. Die beiden Jakobs-Drehgestelle der Mittelwagen wurden mit zusammen 4000 kW leistenden Synchronmotoren angetrieben. Ein 11-Sektionen-Zug hat zwölf Drehgestelle und ist etwa 200 m lang. In der Variante für 360 km/h Höchstgeschwindigkeit sind sechs Drehgestelle angetrieben, bei der langsameren Variante für 300 km/h dagegen lediglich fünf. Nach Angaben von Alstom sind Drehgestelle die wartungsintensivsten Teile. Das Einsparen eines Viertels der Drehgestelle im Vergleich zu einem 200 Meter langen Triebzug mit acht Wagen, wie ihn der Wettbewerber Siemens anbietet, reduziere die Wartungskosten erheblich.
Die Jakobs-Drehgestelle des AGV sind eine Weiterentwicklung der TGV-Drehgestelle. Sie haben einen H-Rahmen, in dem die beiden Fahrmotoren eines angetriebenen Drehgestells quer zur Fahrzeuglängsachse eingehängt sind. Die Fahrmotoren sind Drehstrom-Synchronmotoren mit Permanentmagneterregung, die über wassergekühlte IGBT-Umrichter angesteuert werden. Die Synchronmotoren haben bei gleichem Gewicht eine höhere Leistung als Asynchronmotoren. Die Spannung des Gleichstrom-Zwischenkreises beträgt 3600 Volt.
Charakteristisch für das Design des Zuges sind u. a. die lang gezogene, überhängende Schnauze und Fenster in den Endwagen, die die aerodynamische Kopfform aufnehmen. Zwischen der Nase und dem Übergang zum Fahrgastraum liegen zehn Meter. Die Frontpartie hängt dabei fünf Meter über dem vorderen Drehgestell über.

### Angaben bei der Vorstellung 2008
Nach Angaben des Herstellers führen eine Reihe gewichtsreduzierender Konstruktionen wie eine nur 2,5 mm dicke Außenwand zu einem Gewichtvorteil von 17 Prozent gegenüber gleich langen Zügen der Wettbewerber. Der Energieverbrauch des Zuges sei um 15 Prozent geringer als der Energieverbrauch der nicht näher genannten Wettbewerbsprodukte. Ein Benzinäquivalent von 0,4 Litern je 100 Fahrgastkilometer wird ohne Angabe von Zugkonfiguration und Sitzplatzauslastung als Verbrauch genannt. Der vom Hersteller angegebene CO2-Ausstoß von 2,2 Gramm je Fahrgastkilometer bezieht sich auf den französischen Strommarkt mit hohem Atomstromanteil. Als Leistungskennziffer wird für einen Zug mit 11 Sektionen und einem Antrieb von sechs der zwölf Drehgestelle 22,6 kW/t angegeben. Das sei 23 Prozent mehr als bei dem Hauptwettbewerbsprodukt. Nach Angaben des Herstellers liegt die Sitzplatzzahl im Verhältnis zur Zuglänge 20 Prozent höher als bei früheren Designs, der Energieverbrauch gegenüber dem TGV sei um 30 Prozent gesunken.
Die geplante zulässige Höchstgeschwindigkeit im Regelbetrieb soll bei 360 km/h liegen, 40 km/h höher als jene der schnellsten TGV.
Der AGV soll unter den Stromsystemen 25 kV und 15 kV Wechselstrom sowie 1,5 kV und 3 kV Gleichstrom verkehren können. Auch die Sicherungstechnik soll mehrsystemfähig sein.
Nach Angaben des Herstellers konnte der Geräuschpegel des Zuges durch die besondere Konstruktion der Nase und Schallminderungsmaßnahmen an den Drehgestellen erheblich reduziert werden. Bei 360 km/h seien die Schallemissionen in etwa auf dem Niveau von Wettbewerbszügen bei Tempo 300 km/h bis 320 km/h. Im Führerstand sollen 78 dB bei 330 km/h eingehalten werden.
Alstom erachtet die konstruktive Struktur des Zuges als Gliederzug mit Jakobs-Drehgestellen als sicherheitsmäßig überlegen gegenüber einem Konzept mit Einzelwagen. Die festere Verbindung der Sektionen über die Jakobs-Drehgestelle verhindere im Falle eines Entgleisens ein ziehharmonikaartiges Falten des Zuges, da dieser in seiner Gesamtstruktur stabil bleibe. Bewegungen der Wagen untereinander seien deutlich reduziert. Die Position der Drehgestelle und Motoren zwischen den Wagen statt darunter minimiere die im Inneren wahrnehmbaren Geräusche und Vibrationen. Energieverzehrer an den Zugenden sollen bei Kollisionen 4,5 Megajoule Energie absorbieren können.
Der Zug kann mit 7, 8, 11 oder 14 Wagen konfiguriert werden, entsprechend etwa 250 bis 650 Sitzplätzen. Die Zuglänge liegt zwischen 135 Meter für einen 7-Sektionen-Zug und 250 Meter für einen 14-Sektionen-Zug. Ein Mittelwagen ist dabei rund 17 Meter lang. Alle Wagen bis auf einen Mittelwagen erhalten eine Tür pro Seite. Sie sind gleichmäßig über die gesamte Zuglänge verteilt und maximal 23 Meter voneinander entfernt.
Der AGV ist nach Angaben des Herstellers mit bis zu 2,75 Meter Innenraumbreite auf Höhe der Armlehnen geräumiger als Wettbewerbsprodukte. Dies wurde erreicht, indem die Klimatisierung über Luftöffnungen an der Decke erfolgt. Die Wagenkastenbreite liegt bei 2.985 mm. Über den Drehgestellen ist der Mittelgang mehr als einen Meter breit.
Wagen mit zwei Ebenen für Sitzplätze, wie beim TGV Duplex, sind wegen des Unterflurantriebs beim AGV konstruktiv nur schwer möglich. Einen AGV mit Doppelstockwagen bezeichnete der technische Direktor von Alstom in einem Interview jedoch als denkbar. Gegenüber dem TGV wurde die Dachscheitelhöhe der Wagen erhöht, um die Höhe des Innenraumes zu steigern und um auf dem Dach zusätzliche Komponenten unterbringen zu können, u. a. Klimaanlagen und Bremswiderstände.

### Innenraum der Italo-AGV

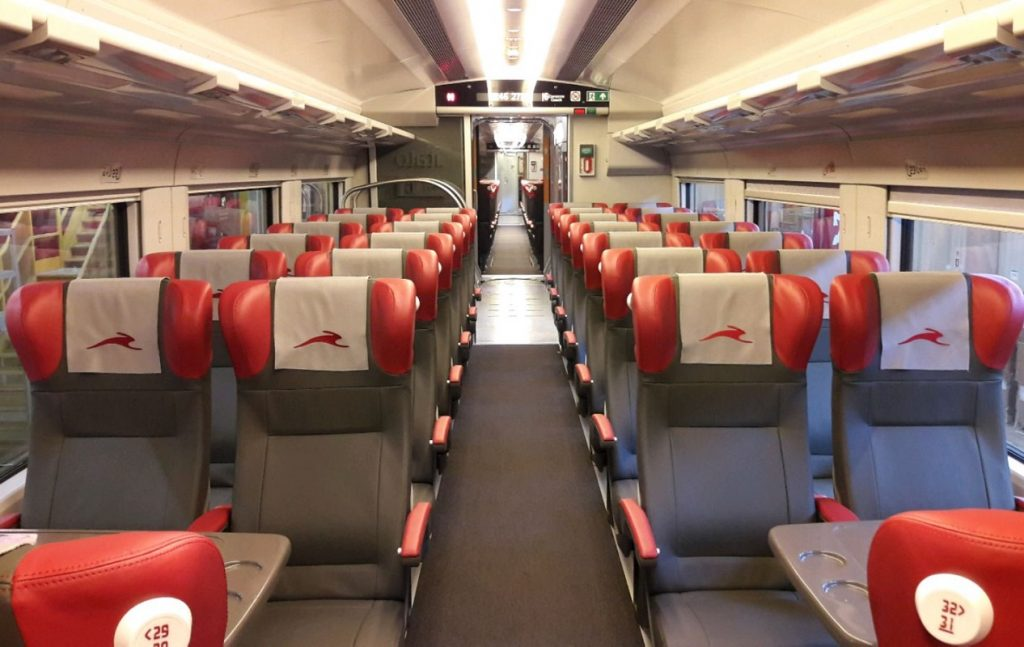
Innenraum der Klasse Smart

Die Reduzierung von Vibrationen und Fahrgeräuschen im Fahrzeuginneren sowie die Verbesserung des Platzangebotes durch eine größere Innenraumbreite waren nach Angaben von Alstom die Hauptziele der Entwicklung. In den technischen Dokumenten des Herstellers werden daneben unter anderem größere Fenster, ein variables LED-Beleuchtungssystem, Verbesserungen für Fahrgäste mit Behinderungen, Videomonitore und Internetanschlüsse für die Verbesserung des Fahrgastkomforts genannt.
Die oberste Klasse Club befindet sich in einem Endwagen. Es sind elf Sitze im Großraum mit drei Sitzen pro Reihe und zwei private Viererabteile vorhanden. Die Sitze sind mit Leder bezogen und können verstellt werden. Die Prima-Klasse hat ebenfalls drei Sitze pro Reihe. Im Auslieferungszustand waren 143 Sitzplätze in vier Wagen vorhanden, später wurden einige Sitze in die Klasse eXtra Large mit reduziertem Service eingeordnet. Die preiswerteste Klasse Smart befindet sich in sechs Wagen. Hier wurden 288 Ledersitze im Großraum mit vier Sitzen pro Reihe eingebaut. Der zweite Endwagen wurde als Kinowagen Smart Cinema mit Videobildschirmen konzipiert.
In allen Wagen ist WLAN verfügbar, das über Satellitenantennen auf dem Dach und GSM-Repeater übertragen wird.

## Auszeichnungen
Der Alstom AGV ist im Jahr 2008/2009 mit dem Innovationspreis des Privatbahn Magazin ausgezeichnet worden.